# 右手が美少女になったからセックスしたけど童貞だよねっ!
『右手が美少女になったからセックスしたけど童貞だよねっ!』は、たらかんによる日本の漫画。掲載されていた『ハンド イン ラヴァーズ』を収録した単行本。
30歳になっても童貞であった男が突如現れた女神により擬人化した両手とエッチをするお話。そして男に恋焦がれる30歳になっても処女でいた同僚の女性も女神によって特殊能力を授けられる。

## 登場人物
萩原修一
主人公。秋葉原で新作のエロゲーを買うことを趣味にしている。30歳になっても童貞であったことから丁度よいと判断したリリィのテストの第一の実験者となる。ミギーからは「ご主人様」、左利からは「だんな様」と呼ばれている。テンションが高くなると大仰な行動をとることもある。利き腕は右の模様。擬人化した両手を大切に想うようになる。暴走した佐々木を救う際に両手たちが犠牲になってしまったが、荻原と両手は佐々木を恨まずに受け入れ、佐々木は元に戻った。一年後、佐々木と結婚し、佐々木は子供を身ごもっていた。双子の女の子が生まれることを知ったことで付ける名前も決めていた。さらに数年後、成長した双子の女の子はミギーと左利に似た女の子に育っていた。
ミギー
ヒロインの一人。女神により最初に擬人化した存在。ボーイッシュの貧乳だがスレンダーな美少女で一人称は「僕」。右手が擬人化したという単純な理由で最初はミギーと名づけられたが左利の名前がまともであることに対抗したことで「美希」という名前を新たにつけてもらった。ある意味では童貞だった萩原が最初にエッチをした相手でもある。本来はプライドが高い性格ではないが、それでも右手としてのプライドを持っており、萩原の左手で愛撫をされた際には「左手でイカされるのは嫌」と考えていた。また自分が責めているほうが調子が出るとも思っている。最初は萩原とはかみ合わなかったが一回のセックスですぐに仲良くなった。左利以上に萩原に献身的で、佐々木と付き合うことに勧めていた。最初は無理だったが荻原の魔力のレベルアップで荻原から離れて行動ができるようになる。佐々木が暴走したことで魔法の源である処女を荻原が奪えば大丈夫と聞いた際には「童貞でなくなるのは自分たち、両手の存在が亡くなる」を意味していることを分かり、自分たちの意志がなくなる恐怖、荻原の悲しみを理解してでも佐々木のために犠牲になろうとした。
左利
ヒロインの一人。女神により擬人化した二人目の存在。大和撫子を思わせる巨乳の女性だが少々腹黒い。ミギーよりも体格が大きいこともあってか腕力が強く、ミギーを片手で抑えたことがある佐々木が暴走したことで魔法の源である処女を荻原が奪えば大丈夫と聞いた際には「童貞でなくなるのは自分たち、両手の存在が亡くなる」を意味していることを分かり、自分たちの意志がなくなる恐怖、荻原の悲しみを理解してでも佐々木のために犠牲になろうとした。
佐々木理沙
ヒロインの一人。佐々木に好意を抱いており、ラブレターを渡したこともある。歳は30歳だが道行く男から興味を持たれる歳は30歳だが若々しい美貌の巨乳。若々しい美貌の巨乳。しかし、処女であり男運のなさを嘆いている。荻原には仕事に失敗して助けてもらったことで好意を抱いた。善良な人物だが、ちゃっかりしている部分もあり、風邪で寝込んだ荻原にキスをしたことがある。実は女神から魔法を授けられており、見舞いに来た際に荻原と両手のセックスを見てしまうが、魔法を持った者としての才覚から荻原も能力があることを見抜いた。この時の会話で自分と荻原が相思相愛だったことが分かり、本当なら自分は結ばれていたはず、何より得体のしれない存在に荻原を奪われたという屈辱、それでいてそれでも荻原が大好きという感情から狂気に陥ってしまう。今度は自分が休むんでしまい、荻原が見舞いに来ると自分が魔法使いであり、荻原と両手の存在と関係も見抜いていることを話し、荻原たちの10倍以上はある魔法で荻原と両手の自由を奪う。両手たちを荻原ではなく自分に忠誠を抱かせるほどの修道権を握ったが、魔力が暴走してしまい、死ぬかもしれない状態に陥る。しかし、両手たちの助力により、魔法の源である処女を奪い、一命を取りとどめる。正気を取り戻したものの、自分がしでかしたことで荻原と両手たちに辛い思いをさせた罪悪感を抱いたものの、荻原と両手たちの佐々木に対する思いを聞いたことで心が救われる。一年後、佐々木と結婚し、佐々木は子供を身ごもっていた。さらに数年後、成長した双子の女の子はミギーと左利に似た女の子に育っていた。
リリスティーユ
女神。自分のことは「リリィ」と呼んでもらいたがっている。前任の神が急死したため、自分が世界の管理者となり、今までの科学文明ではなく新しい魔法文明を築こうとする。物腰そのものは従来の女神のイメージに相応しい佇まいだが発言内容は慇懃無礼そのもの。萩原に白羽の矢を立てる。。良くも悪くも当人たちが問題を解決しないと本当の解決にならないという考えを持ち、佐々木が暴走した時は自分の力で解決できたものの、敢えて荻原に任せた。描きおろしによると実は前任の神を殺害したのは他ならぬリリィであり、実は死んではおらず生きていた神に制裁をくらい、100年の輪姦の刑をくらった。
部長
荻原と佐々木の上司。仕事に厳しく、言葉も強い。
美希
荻原と佐々木の双子の娘。印象はミギーに似ているが髪型は佐々木と同じロングヘア。
沙希
荻原と佐々木の双子の娘。印象は左利に似た女の子。